# Коваловецький потік
Коваловецький потік (словац. Koválovecký potok) — річка в Словаччині, права притока Хвойниці, протікає в окрузі Скалиця.
Довжина приблизно 6.5-7.1 км. Витік знаходиться в масиві Білі Карпати (схил гори Чупа) на висоті близько 380 метрів. Протікає територією сіл Коваловец і Радошовці.
Впадає в Хвойницю на висоті приблизно 210—215 метрів.